# サント・ヴォルペ
サント・ヴォルペ（Santo Volpe、1879年10月20日- 1958年12月2日）は、アメリカ合衆国のシチリアマフィアのボス。ペンシルベニア州北東部のピッツトン一帯のマフィアファミリーを率いた（通称ピッツトン・ファミリー）。後期はペンシルベニア州の石炭政策アドバイザー、政治フィクサーとして活動した。ニックネームは、夜の帝王（キング・オブ・ザ・ナイト）。シチリア島モンテドーロ出身。

## 来歴

### 初期
1879年、シチリア島モンテドーロ生まれ。モンテドーロ含むシチリアのカルタニセッタ地方は硫黄鉱山で知られ、1890年代より同地の鉱山労働者が家族ぐるみでアメリカへ移住し、多くがペンシルベニア州北東部の炭鉱地帯ワイオミング・バレー（Wyoming Valley、ピッツトン、スクラントン、キングストン、ウィルクスバリなど）に住み着いて石炭採掘に従事した。1910年までにモンテドーロ出身の移民家族は100を超え、ブファリーノBufalino, シャンドラSciandra、ラトーレLaTorre、モンレアルMorreale、ヴォルペ Volpe, アライモAlaimo等の姓が目立った。1900年代、これらの鉱山移民の中からマフィアサークルが形成され、当時流行したブラックハンド犯罪（恐喝や強請）に関わった。
ヴォルペは1906年に渡米し、先に渡米していた親戚のステファノ・ラトーレの資金援助を得てピッツトンに定住した。モンテドーロにいる頃からマフィア活動をしていたとみられ、渡米後にマフィアのリーダー的存在になった。石炭会社の炭鉱夫として働く一方で、同郷仲間とブラックハンド稼業をしていた。1907年2月、ヴォルペ、ステファノ・ラトーレ、カロゲロ・ブファリーノ（ラッセル・ブファリーノ叔父）ら総勢12人が炭鉱労働者への恐喝・強請で有罪となった（郡刑務所に1年服役）。
1920年までに小さな炭鉱会社を立ち上げ、生産オペレーターから採掘サービスなどを請け負う炭鉱コントラクターになった。過去働いていた会社の採掘現場から抜き出した鉱石を転売するなどして会社を軌道に乗せた。ラトーレやブファリーノは同社のパートナーで、同郷仲間を雇い入れた。ヴォルペの関心は労働者や組合幹部と親しくして採掘費を下げ利益を最大化することにあり、組合の規律にルーズで進んでキックバックをしてくれる都合のいい労働者のみ雇った。

### 組合利権
1920年代、石炭産業組合UMW（United Mine Workers）の利権を巡って政敵と覇権争いを展開した。スト破りから、爆弾投下、暗殺まで数々のバイオレンスに関わった。1920年代後半、組合の指導権を巡る争いが激化し、血の報復合戦と化した。1928年1月、対立陣営の有力活動家が路上で5発の銃弾を浴びて殺されたのを皮切りに、ヴォルペがバックアップした組合オーガナイザー、続いて対立候補も凶弾に倒れるなど、2か月の間に組合有力者5人が次々に殺された。北ニューヨークのエンディコットを拠点とし、バッファローやピッツトンのマフィアと繋がりの深かったジョゼフ・バーバラが1930年前後のピッツトンの殺傷事件に関わったと信じられている。
酒の密輸ビジネスは1920年代を通じてピッツトンエリアにも波及し、大量の密造酒が街に溢れた。ヴォルペは密輸ビジネスに関わったが、炭鉱や組合ビジネスの「本業」を上回ることはなかった。カルタニセッタの移民はニューヨーク州バッファローにも定着し、マフィアの親族も多く住んでいたが、1920年代、炭鉱需要とアパレル産業の伸長でバッファローからワイオミング・バレーへ移民が大量に流入した。
マフィア組織（ファミリー）のオペレーションはヴォルペ、ラトーレの2人が中心で、ブファリーノは幹部でありながら個人的な金稼ぎに執着して組織運営に消極的だった。1929年、ニューヨークのウォール街を起点に大恐慌が発生し、ラトーレが致命的な金融損失を蒙ったことがきっかけで、3人の炭鉱会社は解散した。前年に起こった組合リーダー暗殺事件で、ファミリー執行部は外様のギャングに暗殺を依頼したが、その殺人報酬の負担を巡って、ラトーレが応分の支払を拒否し、2人と言い争いになった。以後ラトーレはマフィアファミリーには残ったが組織の運営から退いた。
1932年8月、ピッツバーグのカラブリア系ギャングボス、ジョン・バッザーノ殺害関与の疑いで部下アンジェロ・ポリッツィと共に警察に逮捕されたが、程なく放免された。
1930年代、ヴォルペもファミリー運営より個人のビジネスを優先するようになり（自分の名を冠した石炭会社を所有）、同郷で後進のジョン（ジョバンニ）・シャンドラにファミリーの運営を託すに至った。シャンドラは1908年家族と共に渡米後バッファローに住んでいたが、1922年結婚と同時にピッツトンに移住し、組織の仕事をしていた。

### 後期
1940年代、ヴォルペは「暗黒街の顔役」から「表の顔」に変貌し、石炭協会や州の石炭政策に積極的に関わるようになった。州知事により州議会の石炭復興委員会の理事職を与えられ、炭鉱オペレーター代表3人のうちの1人として、斜陽化する石炭産業の復興ミッションに携わった。第二次世界大戦中は石炭操業交渉委員会の理事を交代で務めた。
戦時中の石炭労働者のストライキで鉄鋼生産や鉄道輸送が減ったため、時のフランクリン・ルーズベルト大統領は強権を使って合衆国東部の全石炭鉱山を接収し、「職を持たない炭鉱夫は戦時徴兵する」と脅かして、職場復帰を命じた。石炭産業組合UMWは賃上げを求めてストを続けたが、戦時特別法により賃上げが禁じられた。1943年5月、打開策を討議するため主要石炭企業代表が大統領官邸に呼ばれたが、ヴォルペは代表の1人として出席した。
1950年代、ヴォルペはある鉱山会社の副社長に就任した。州知事に当選した民主党系のジョン・ファインは、この鉱山会社の社長ローレンス・ビスコンティーニやヴォルペと謀って人件費を水増しして脱税する仕掛けを導入し、キックバックを得るなど汚職の温床となった（ヴォルペ死後に発覚）。
ヴォルペは長年病気を患い、1958年12月2日、ウエスト・ピッツトンの自宅で死去した。享年79歳。葬式には州の政界要人や石炭業界の大物が集まった。地元のデニソン墓地に埋葬された。
1930年代から第二次世界大戦を通じて、石油や天然ガスなど安価な燃料が社会に普及し、石炭産業は衰退の一途を辿った。1959年1月にピッツトンで起きた大規模な炭鉱事故により、ワイオミング・バレーの炭鉱産業は、奇しくもヴォルペの死と共に終焉を迎えた。

## ピッツトン・ファミリー
ピッツトン一帯には1900年代に既にシチリアルーツのマフィアファミリーが存在したとみられ、後年「メン・オブ・モンテドーロ」（モンテドーロの男たち）と呼ばれた。ヴォルペがファミリーのボスになった時期は、渡米後間もない頃と信じられている。組織のオペレーションはヴォルペやラトーレが中心とみられたが、奇妙なことに、カロゲロ・ブファリーノ、ラトーレ、ヴォルペら初期メンバー3人はそれぞれ別の事情で組織から次第にフェードアウトしていった。ヴォルペからシャンドラへのボス交代は1933年とする説と、ラトーレ息子の証言などに基づき1940年頃とする説がある。ボスはシャンドラからジョゼフ・バーバラを経てラッセル・ブファリーノに継がれた（現ブファリーノ・ファミリー）。

## エピソード
- 1933年2月14日、セントバレンタインデーの日に小物密輸ギャングのサミュエル・ウィチナーがヴォルペの密輸酒を強奪した。エンディコットでのジョゼフ・バーバラの調停会議に呼ばれたウィチナーは、バーバラを調停者に、同席したヴォルペ本人や部下アンジェロ・ポリッツィと密輸ベンチャーの計画について話し合った。ウィチナーは、また翌日の晩に誰にも行先を言わずに来るように言われたが、2月16日夜、スクラントンの路上駐車した車のトランクから首と膝にロープが巻きつけられた遺体で見つかった。ロープをほどこうとすると首が絞めつけられる仕掛けで、縊死したとみられた。彼の妻への事情聴取で会議の件を知った警察は捜査の結果バーバラとポリッツィを逮捕したが、3人の男が遺体発見現場のストリートからセダンに乗って走り去るのを見たという証言者はその2人が犯人と特定できず、2人は放免された[1]。

- 1946年6月24日、マンハッタンのホテルディプロマットで行われた、ヴィト・ジェノヴェーゼのアメリカ復帰祝いパーティに、全米からマフィアの大物が駆けつけたが、ヴォルペがホスト役を務め、ジェノヴェーゼをテーブルに案内した。石炭産業の政治フィクサーに転じた後もマフィア界に隠然たる影響力を持っていた[1][8]。

- 全米のマフィアネットワークの存在が知れ渡ったアパラチン会議の発覚から数か月後の1958年初め、ピッツトンのマフィアに関する最初のまとまった記事が全米に配信された。「この地のマフィアはペンシルベニアと北ニューヨークに勢力を保ち、1900年代ラトーレ、シャンドラ、ヴォルペ、ブファリーノら複数の家族によって組織された。ブランデー・パッチ（Brandy Patch、ピッツトン南東部の炭鉱村）に定住したモンテドーロ移民の第一世代。炭鉱オペレーターとして影響力を広げ富裕化した。炭鉱で働きながら給与単価を自分らで操った」[1]。